# كريس ديفيز (لاعب كريكت)
كريس ديفيز (16 يناير 1980 في نيوزيلندا - ) (بالإنجليزية: Chris Davies)‏ هو لاعب كريكت نيوزلندي.

## وصلات خارجية
- كريس ديفيز على موقع إي آس بي آن كريك إنفو (الإنجليزية)